# Kateřina Němcová
Kateřina Němcová est une joueuse d'échecs tchèque puis américaine née le 14 novembre 1990 à Prague en Tchécoslovaquie. Elle a le titre de grand maître international féminin depuis 2008 et est affiliée à la fédération américaine des échecs depuis 2013.
Au 1er février 2021, elle est la septième joueuse américaine avec un classement Elo de 2 331 points.

## Carrière aux échecs
Kateřina Němcová fut championne de République tchèque en 2008 et 2010. Elle remporta la médaille d'argent au championnat du monde d'échecs junior (moins de 20 ans) en 2007 et le championnat d'Europe des moins de 18 ans en 2008. Elle remporta la médaille d'or individuelle au deuxième échiquier de la République tchèque lors du championnat d'Europe d'échecs des nations en 2007.
Elle termina deuxième du championnat américain en 2015, puis quatrième en 2014  (5/9) et 2016 (6,5/11).
Elle a joué au deuxième échiquier de la République tchèque lors de trois olympiades féminines (en 2008, 2010 et 2012), puis au quatrième échiquier de l'équipe des États-Unis lors de l'olympiade féminine de 2014 et au quatrième échiquier lors de l'olympiade de 2016.
Elle participa au championnat du monde d'échecs féminin de 2017 à Téhéran où elle fut battue au premier tour par Pia Cramling et à trois championnats du monde d'échecs par équipes féminines (en 2007 avec la République tchèque, puis en 2015, 2017 et 2019 avec les États-Unis).